# It’s not scary
It’s not scary (Originaltitel: Не страшно) ist ein dokumentarischer Kurzfilm der belarussischen Regisseurin Swetlana Fjodorowa aus dem Jahr 2006.

## Inhalt
Alexandra und Oles waren drei Jahre ein Paar. Für die Filmaufnahmen verbringen sie nach langer Auszeit wieder eine Woche zusammen in einer kleinen Hütte an einem See. Es zeigt sich, dass sie einander alles andere als gleichgültig sind. Unvermeidbar landet das Gespräch beim Thema HIV. Alexandra lebt seit 6 Jahren mit dem Virus. Oles hat sich vor drei Jahren absichtlich bei ihr angesteckt. Beide unterscheiden sich in ihrer Einstellung zur potenziell tödlichen Diagnose.
Einer der sparsam eingesetzten Zwischentitel im Film informiert vorab darüber, dass Alexandra und Oles nach der gemeinsamen Woche wieder getrennte Wege gehen. Am Lagerfeuer finden beide zueinander.

## Hintergrund
Swetlana Fjodorowa, 2003 Absolventin der Kunstschule Witebsk im Fach Theaterkunst, arbeitete 2002 im Sozial-Psychologischen Zentrum Witebsk als Organisatorin von Schulungen zu HIV. Während ihres Regiestudiums bei Dmitri Sidorow an der Staatlichen Universität für Filmkunst und Fernsehen Sankt Petersburg kehrte sie zum Thema HIV zurück und drehte mit Unterstützung des Bundesamts für Kultur und Kinematographie der Russischen Föderation ihren dokumentarischen Kurzfilm Ne straschno.
Die internationale Uraufführung unter dem Titel It’s not scary fand am 31. Oktober 2007 auf dem 50. Internationalen Leipziger Festival für Dokumentar- und Animationsfilm statt.

## Rücknahme der geplanten Fernsehausstrahlung durch 100TV
Für den 12. April 2010 plante der ehemalige Fernsehkanal 100TV eine neue Sendung zum Thema Kino. In der Pilotfolge wollten die Moderatoren Ljubow Arkus und Boris Chlebnikow die Filme Argentina: An Interview with a Dead Drug Dealer (Regie: Michail Mareskin) und It’s not scary (Regie: Swetlana Fjodorowa) zeigen und mit den Produzenten Sergei Seljanow, Andrei Sigle und weiteren Studiogästen diskutieren. Nachdem bereits Kulissen und Studioequipment eingerichtet waren, zog die Leitung des Fernsehkanals beide Filme zurück. Als Begründung wurde angegeben, Mareskins Film propagiere Drogen, während It’s not scary das Thema HIV nicht in geeigneter Weise behandele.

## Auszeichnungen
- 2006: Diplom „Ne otwodja glasa“ auf dem 6. Festival für studentische Filme Piterkit der Staatlichen Universität für Filmkunst und Fernsehen in Sankt Petersburg[4]
- 2007: Bestes Dokumentarfilm-Debüt im Nationalen Wettbewerb auf dem 17. Internationalen Dokumentar-, Kurz- und Animationsfilmfestival Message to Man in Sankt Petersburg[1]
- 2007: Preis für die beste Studienarbeit in der Kategorie Kurzfilm auf dem 5. Internationalen Festival der Kinoschulen Kinoproba in Jekaterinburg[5]
- 2007: Spezialpreis der Jury auf dem 4. Internationalen Film- und Fernsehfestival für dokumentarische Melodramen Saratowskije Stradanija in Saratow[6]
- 2007: Preis „Goldener Elefant“ auf dem 13. Internationalen Menschenrechts-Filmfestival Stalker in Moskau[7]
- 2007: 18. Offenes Filmfestival für Dokumentarfilm Rossija in Jekaterinburg:
  - Preis für das beste Debüt
  - Preis der Meisterklassen für Drehbuch und Regie „Für den erfolgreichen Beginn im Filmgeschäft“
  - Preis der Zeitung Uralski rabotschi „Für den Humanismus in der Filmkunst“[8]
- 2007: Grand Prix „Lawr“ auf dem 1. Internationalen Filmfestival für Autorendokumentarfilm Artdocfest in Moskau[9]
- 2007: Dokumentarfilmpreis beim Wettbewerb KinoConnect des Fernsehsenders Corbina Telekom[10]
- 2008: Nominierung für die beste Kamera (Ewgeni Gonscharuk) beim Filmfestival Camerimage in Łódź[11]
- 2010: einer von drei Filmen des von Alexander Rastorgujew kuratierten Spezialprogramms „Docs über Liebe“ auf dem 6. Internationalen Filmfestival für Kurz- und Animationsfilm Open Cinema in Sankt Petersburg[12]
- 2010: ausgewählt für das Programm Kulturelle Schätze Russlands von gestern und heute auf dem 16. Internationalen Filmfestival Aye Aye in Nancy[13]
- 2012: Diplom „Tragik der Einsamkeit zu zweit“ auf dem 2. Internationalen Dokumentarfilmfestival ArtoDocs in Sankt Petersburg[14]